# Викман, Эрика
Эрика Сусанна Викман (фин. Erika Susanna Vikman, род. 20 февраля 1993, Тампере, Хяме) – финская певица и сонграйтер. Начала свою карьеру как певица финского танго. В 2020 году Эрика привлекла большее внимание к себе, приняв участие в Uuden Musiikin Kilpailu с песней «Cicciolina», где заняла второе место. В 2025 совершила реванш и представила Финляндию на конкурсе «Евровидение-2025» в Базеле с песней «Ich komme» в финале заняла 11 место.

## Биография
Родилась 20 февраля 1993 года в Тампере. Мама также как и Эрика, была певицей в жанре финского танго и участвовала на фестивале «Ярмарка танго». Сестра Эрики, Енника — тоже певица. Викман начала петь в подростковые годы, и в 2008 году победила среди девушек на конкурсе юниоров по танго. В 2010 году участвовала в соревнованиях в родном Тампере.
Викман посещала среднюю школу совместного обучения в Тампере и окончила ее в 2013 году, получив диплом об окончании средней школы. После этого она также изучала поп-джазовый вокал в музыкальном колледже Пирканмаа.

## Карьера
2013-2019: Финское танго и «Ярмарка танго 2016» 
Начав свою карьеру как финская певица танго, Викман впервые получила признание после победы на Tangomarkkina в 2016 году.
После поражения в телепроекте стала известна как певица финского танго. В 2015 году участвовала на фестивале «ярмарка танго», где заняла второе место. В следующем году победила. Викман подписала контракт с Sony Music и в 2017 году выпустила свой первый сингл «Ettei mee elämä hukkaan». Эта песня - её эксперимент с электропоп музыкой. 
 2020—настоящее время: Uuden Musiikin Kilpailu (UMK) 2020 и Евровидение 2025 
В 2020 году подписала контракт с финской компанией Warner Music, и Yle подтвердил участие в национальном отборе на «Евровидение». Участвовала с песней «Cicciolina» об венгерско-итальянской порноактрисе и политике Илоне Шталлер, выступавшей под псевдонимом Чиччолина.  Прошла в финал, по результатам которого заняла второе место: она получила больше голосов от зрителей, но по выбору профессионального жюри заняла третье место. Несмотря на второе место, ее песня стала популярной в Финляндии и была в пятерке лучших в национальных чартах страны.  После успеха «Cicciolina» выпустила новый сингл «Syntisten pöytä», также попавший в пятерку лучших, а впоследствии ставший хитом номер один на радио.  В 2020 году заняла третье место в первом сезоне телешоу «Маска» в финской версии.
В августе 2021 года выпустила дебютный студийный альбом «Erika Vikman».  Альбом занял первое место в Финляндии.  В мае 2022 года объявили, что Викман появится в тринадцатом сезоне финской версии «Лучших певцов»
В 2025 Эрика совершила реванш и решила подать заявку на UMK во второй раз; в января 2025 года было подтверждено её участие на нацотборе. По результатам она заняла первое место и будет представлять Финляндию  на конкурсе «Евровидение-2025» в Базеле с песней «Ich komme».

## Личная жизнь
В 2016-2020 годах находилась в отношениях с известным финским певцом Дэнни. При этом молодой человек был старше Викман на 51 год.  Они жили вместе в Кирконуме.
В 2020 году Эрика совершила каминг-аут как бисексуалка.
С 2024 года по неподтверждённой информации состоит в отношениях с участником Финляндии на «Евровидении-2023» рэпером Käärijä.